# Anijskrol
Een anijskrol is een zacht wit broodje met daarin veel anijszaad. Het broodje wordt met de hand gevlochten tot een knoop. Het geldt in delen van Oost-Brabant als een streekproduct. De krol wordt gegeten met boter en speculaas en is vooral populair rond Sinterklaas.
De benaming anijskrol ('krol' in het Brabants dialect) is een verbastering van 'krul'. Het verwijst naar de krul die ontstaat wanneer het deeg geknoopt wordt. Aan deze handgevlochten krul is de echte anijskrol herkenbaar.
Zeer waarschijnlijk is het verspreidingsgebied van de anijskrol bepaald door de loop van de tramlijn 's-Hertogenbosch - Helmond. Volgens een Brabantse bakker zouden krollen al in 1865 bekend zijn geweest, haar bron is 'een oud boekje'. Voor de Tweede Wereldoorlog was de krol populair in de regio Oost-Brabant. Het fenomeen beperkt zich hoofdzakelijk tot de dorpen Sint-Oedenrode, Liempde, Schijndel, Erp, Heeswijk-Dinther, Uden, Nistelrode, Zeeland, Boekel, Gemert, Veghel en Beek en Donk. In september worden de eerste anijskrollen gebakken. Ze worden gegeten tot in december en soms zelfs tot carnaval.
Sinds 2014 wordt in Veghel jaarlijks in november de 'Krollenloop' gehouden, een hardloopevenement.

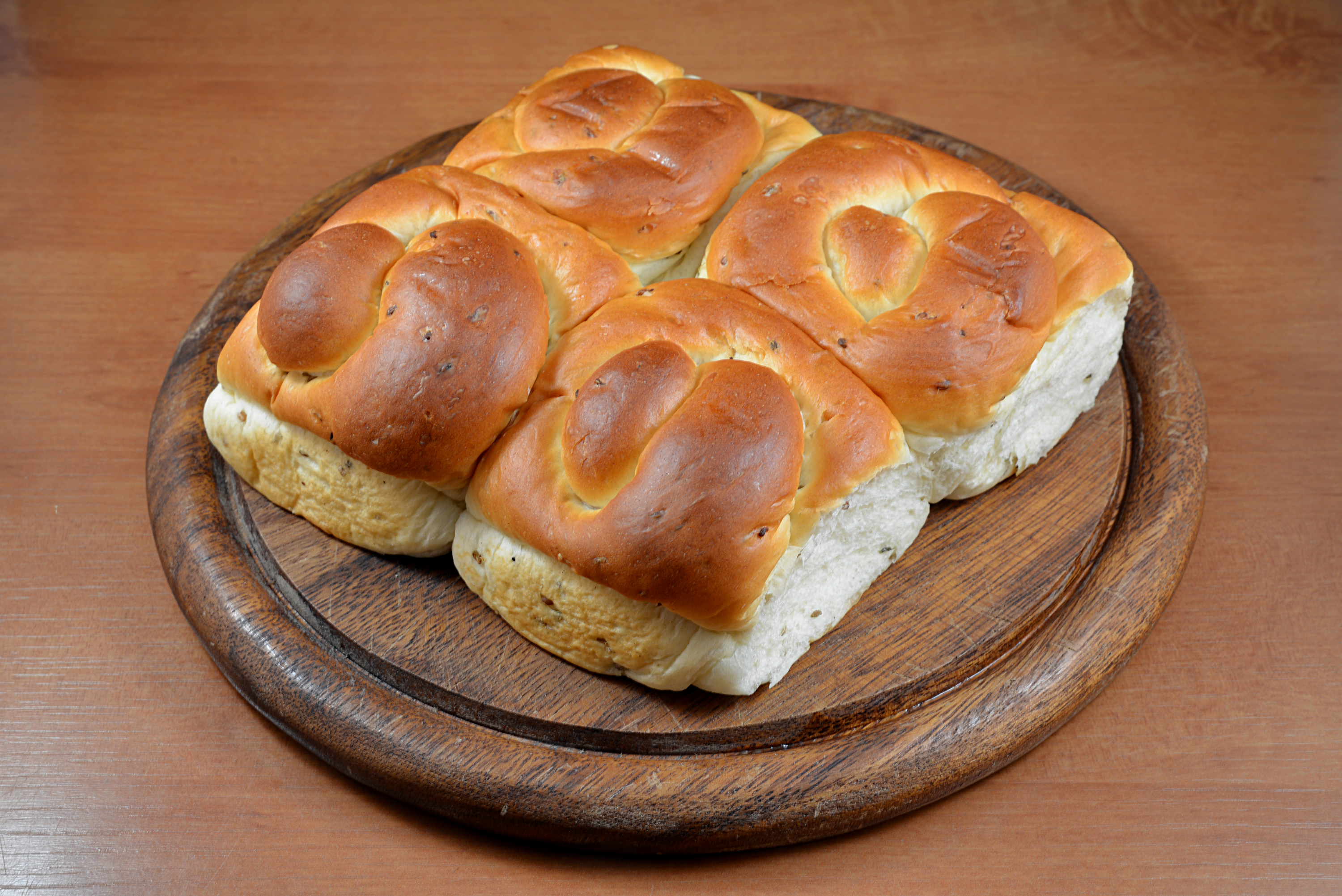
Vier krollen
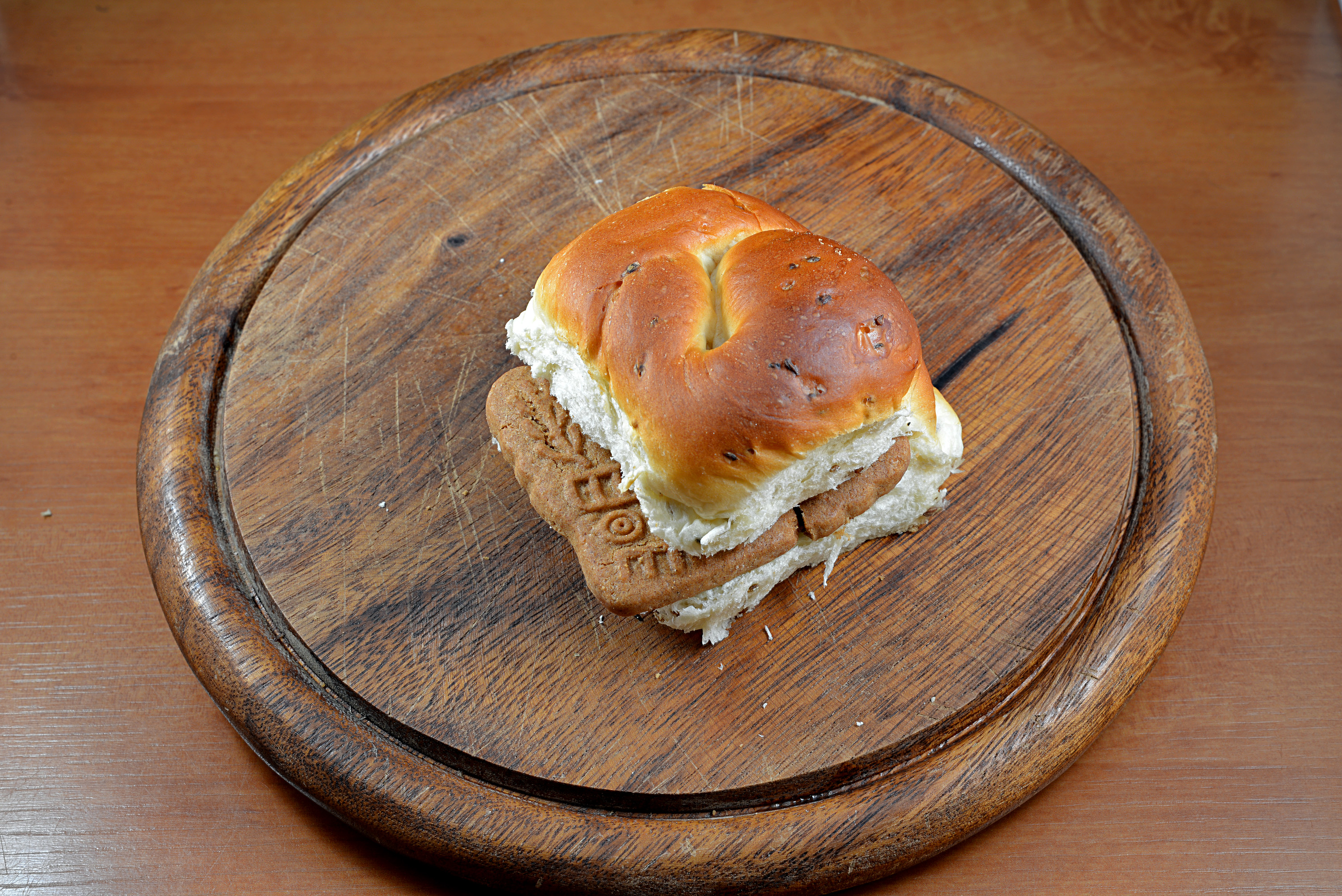
Krol belegd met speculaas